# Mælkevejen
|  | Opdelingsforslag Denne artikel er foreslået opdelt i artiklerne Mælkevejsgalaksen og Mælkevejen. (Diskutér forslaget). Hvis opdelingen sker, skal det fremgå af beskrivelsesfeltet, at opdelingen er sket (hvorfra og hvortil) eller af artiklens diskussionsside. |

Mælkevejen (en oversættelse fra latin: Via Lactea, afledt af græsk: γαλαξίας κύκλος (galaxías kýklos), kan nogle gange blot kaldes for "Galaksen"), der er en bjælkespiralgalakse, som er en del af Den lokale galaksegruppe. Mælkevejen er en ud af flere milliarder af galakser i det observerbare univers, dens særlige betydning for menneskeheden, er at den huser vores solsystem. Mælkevejs-galaksen er synlig fra jorden som et bånd af lys på nattehimlen, og det er udseendet på dette bånd, som er inspiration for navnet på vor galakse. "Mælkevejen" kommer derfor af det mælkehvide bånd af stjerner. Men for at kunne se båndet, kræver det en meget mørk nat, altså så lidt månelys som muligt, og væk fra byernes lys.

## Uddybende beskrivelse
Mælkevejen er den galakse som vi befinder os i. Mælkevejen er kun 1 ud af godt 100 milliarder galakser i det observerbare univers. Mælkevejen indeholder ca. 200-400 milliarder stjerner. Udover stjerner, indeholder Mælkevejen også 50 milliarder planeter, hvor omkring 500 millioner af dem, befinder sig i en afstand fra deres stjerne, så de kan huse liv. Dog er der endnu ikke fundet nogle former for liv på andre planeter. Mælkevejen er mindst 13,2 milliarder år gammel, da den ældste stjerne der er observeret, har denne alder. Mælkevejen kan altså godt vise sig at være endnu ældre, og er blevet dannet kort efter Universets dannelse for 13,8 milliarder år siden.

## Størrelsen
Stjerne-skiven i Mælkevejs-galaksen er omkring 100.000 lysår (9,5×1017 km) i diameter, og formodes at være, i gennemsnit, omkring 1.000 lysår (9,5×1015 km) tyk. Den antages for at rumme mindst 200 milliarder stjerner og muligvis helt op til 400 milliarder, det nøjagtige tal afhænger af antallet af stjerner med en meget lav masse, hvilket er meget usikkert. Bredende sig ud fra stjerne-skiven er en meget tykkere skive af gas. Nylige observationer tyder på at Mælkevejens gas-skive har en tykkelse på omkring 12.000 lysår (1,1×1017 km); det dobbelte af den hidtil accepterede værdi. En måde at sammenligne de relative fysiske størrelser i Mælkevejen på, er at forestille sig Mælkevejen med en diameter på 100 meter; så ville Solsystemet, inklusive Oortskyen, blot være 2 mm bredt.

## Placering i universet
Mælkevejen er en del af Den lokale galaksegruppe, der ligger i Virgo-superhoben, der igen er en del af Laniakea-superhoben.
Mælkevejens nærmeste naboer er de Magellanske skyer og nogle små dværggalakser. Den nærmeste store nabo er Andromedagalaksen, som er en spiralgalakse, dog større end Mælkevejen. De to galakser bevæger sig mod hinanden, så om ca. 3-4 milliarder år vil de kollidere. Længden mellem stjernerne i de to galasker er dog så langt fra hinanden, at stjernerne ikke ville kunne kollidere, kun eventuelle gasskyer. Hvis dette sker, kan det være startskuddet til en ny stjernedannelse.

## Bestanddele
Afstanden fra Solen til Mælkevejens centrum ('bulen') anslås nu at være 26.000 ± 1400 lysår. Med dens ældre vurderinger ville Solen have kommet til at ligge længere væk som ville være 35.000 lysår fra centrum.
Galaksens facon sammenlignes ofte med to spejlæg lagt sammen med undersiderne mod hinanden. 
På billedet af NGC4013 ses dennes (lille) bule i centrum, de 2 skiver (som ikke kan skelnes fra hinanden på dette billede) og en antydning af den forholdsvis lyssvage halo.

### Bjælken
Galaksens bjælke formodes at være omkring 27.000 lysår lang og den løber gennem centret i en 44 ± 10 graders vinkel på en linje, som går fra Solen og til Mælkevejens centrum. Den består hovedsageligt af røde stjerner, som formodes at være meget gamle (se rød dværg, rød kæmpe). Bjælken omgives af en ring, som kaldes "5-kpc-ringen", som rummer en stor del af galaksens molekylære hydrogen (brint), såvel som Mælkevejens stjernedannelses-aktivitet. Set fra Andromedagalaksen, ville det være det stærkest lysende område af vores egen galakse.

### Det sorte hul i centrum
Mælkevejens centrum rummer et kompakt objekt med en meget høj masse ved navn Sagittarius A* (udtales A-stjerne), og i december 2008 blev det bekræftet at det drejer sig om et Sort hul. Dets masse anslås til 4,100 (± 0,034) millioner solmasser. De fleste galakser formodes at have sorte huller siddende i deres centre.

### Haloen
Den galaktiske halo er en sfærisk, tyndt besat, "glorie" af kuglehobe og gamle enkeltstjerner (population II), som omgiver galaksen "over" og "under" de spiralformede skiver, og som breder sig udad, men begrænses i dens størrelse af Mælkevejens satellitgalakser og dværggalakser. De mest kendte er den Store Magellanske Sky (LMC Large Magellan Cloud, Gran Nube Magellanes) og den mindste er Lille Magellanske Sky (SMC Small Magellan Cloud, Pequeño Nube Magellanes), som man tidligere mente kolliderede med Mælkevejen med milliarder års mellemrum. Nyere analyser tyder meget stærkt på, at de begge har deres første møde med Mælkevejen og at de muligvis bevæger sig i hyperbolske baner, således at de på et tidspunkt fortsætter deres rejse til andre egne af universet. De Magellanske skyers Apsis er omtrent 180.000 lysår (1,7×1018 km). Ved denne afstand og længere væk, ville de fleste halo-objekters baner blive forstyrret af de Magellanske skyer, og objekterne ville sandsynligvis stødes væk fra Mælkevejen.

### Spiralarmene
Set oppefra ligner Mælkevejen en "fyrværkerisol", med stjernerne er ordnet i tilsyneladende syv spiralformede arme. I virkeligheden har Mælkevejen kun to arme, som imidlertid snor sig flere gange rundt om galaksen, så der ser ud til at være syv arme.
- Perseus-armen
- Orion-armen (eng: Orion-Cygnus)- med vores solsystem.
- Sagittarius-armen (eng: Carina-Sagittarius).
- Centaurus-armen (eng: Crux-Scutum).
- Norma-armen
- 3 kiloparsec-armen.

Derudover er der fundet en ny ydre arm.
Spiralarmene ses meget tydeligt når resten af skiven har en mørk baggrund, men det er hovedsagelig et synsbedrag, for de indeholder kun 5-20% mere masse end resten af galaksens skive. Årsagen til at spiralarmene ses så tydeligt, er at de fleste nye og meget lysstærke, O- og B-stjerner dannes der.
Mekanismen bag denne stjernedannelse er iflg. den fremherskende Lin-Shu teori chokbølger, som med stor hastighed bevæger sig gennem skiven og komprimerer dens stof. Denne teori om spiralarmenes eksistens er i 2011 udfordret af en ny teori, som imidlertid endnu savner solid observationel be- eller afkræftelse.